# Philibert de Naillac
Philibert de Naillac (XIV secolo – Rodi, 1421) fu Gran Maestro dell'Ordine di Malta dal 1396 fino alla sua morte.
Reggente in un difficile periodo dell'Ordine, Philibert de Naillac si preoccupò di riorganizzare l'Ordine degli Ospitalieri, gravemente provato dalla crisi in Medio Oriente e dai disordini interni che avevano portato all'elezione di un Gran Maestro "anti grand maître", Riccardo Caracciolo, a Roma. Anche se la politica del suo predecessore, Juan Fernández de Heredia, aveva interessato molto l'operato dell'Ordine in Spagna (provincia d'Aragona), il suo spirito si distinse di nuovo al compito originario dell'organizzazione dei cavalieri ospitalieri. Scrittore di rilievo, compose 18 libri di cronache e traduzioni di Tucidide e Plutarco in spagnolo e in molte altre lingue, anche se fu un mediocre comandante militare.

## Biografia
Philibert de Naillac nacque verosimilmente, in data sconosciuta, al Castello di Bridiers, situato ai confini di Poitou, Berry, Marche e Limosino. Suo padre, Périchon de Naillac, era Visconte di Bridiers (uno dei sette visconti di Poitou), e Signore di Naillac, Blanc, e di Gargilesse.
Come cavaliere dell'Ordine fu Comandante di Paulhac, e Balì di Lureuil prima del 1374. Nel 1390, ottenne il Priorato d'Aquitania.

## Il disastro di Nicopoli (1396)
Nel 1396, Naillac, assieme ad altri nobili francesi membri dell'Ordine degli Ospitalieri, raggiunsero le armate del re Sigismondo d'Ungheria, nel tentativo di rinforzare i contingenti europei giunti da Inghilterra, Germania, Italia, Polonia, Spagna, Boemia e molti altri. Le armate cristiane si scontrarono quindi contro 100 000 uomini al comando del Sultano Bayezid I. In un primo tempo lo scontro parve favorevole agli europei, che misero fuori combattimento circa 30 000 turchi, ma i cavalieri cristiani finirono per scontrarsi, nel più gran disordine, con l'armata principale di Bayezid, che finì per prevalere. L'armata di Sigismondo, dal canto suo, venne attaccata sul fianco dalle truppe serbe di Stefano III Lazaro; la diserzione di elementi valacchi e transilvani rese la sconfitta una disfatta.

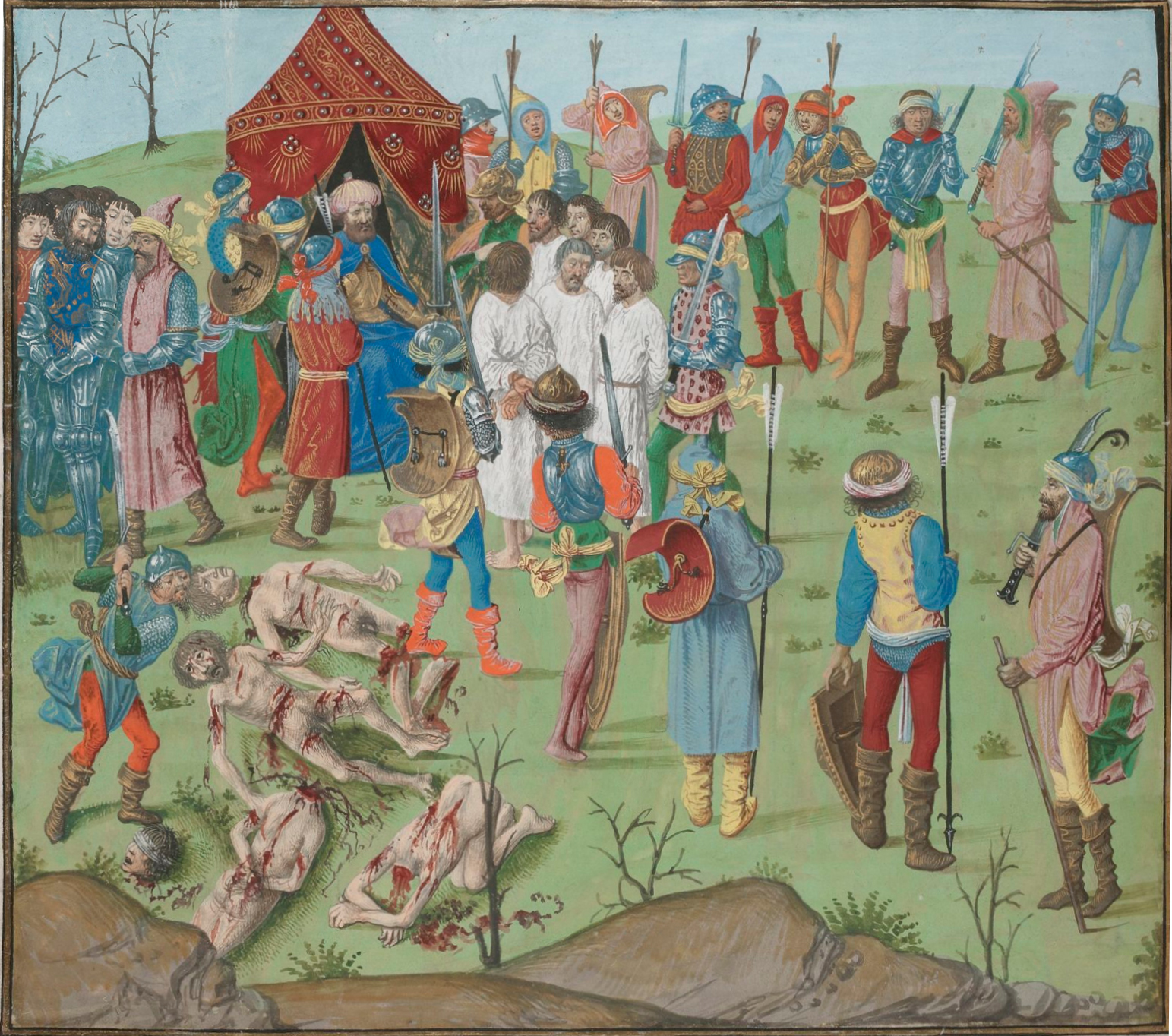
Il massacro dei cristiani a Nicopoli

Tra i prigionieri risparmiati, Bajazet aveva riconosciuto un francese, Jacques de Helly, il quale l'aveva servito diverse volte come interprete. Tutti gli altri vennero giustiziati.
Al termine del conflitto, anche per il valore dimostrato, Naillac apprese la propria elezione a gran maestro, e fece perciò ritorno a Rodi, dove prese possesso del nuovo incarico nel gennaio del 1397.

## La ripresa dell'Ordine
Contrariamente ai suoi predecessori, che avevano abbracciato il partito papista di Avignone, Naillac aderì alle tematiche del "grande scisma d'Occidente", nel tentativo di slegarsi dall'influenza del Papa e dalla sua ingerenza negli affari dell'Ordine.
Egli incominciò col riunire una somma di 30.000 ducati d'oro per pagare il riscatto dei prigionieri di Nicopoli, rinforzare le difese della città di Rodi e delle isole dell'arcipelago, e continuare a indirizzare l'ordine per la sua missione originaria: la lotta contro gli "infedeli" ottomani.
Nel 1402, Tamerlano era in Asia Minore. Bayezid, affrancato dalle forze serbe di Stefano III, si scontrò con lui e le truppe mongole andarono incontro ad un disastro senza precedenti, nella regione di Ankara (20 luglio 1402). Tamerlano si diresse allora verso la costa mediterranea; egli assediò Smirne, possedimento degli Ospitalieri.
Nel 1403, Naillac accompagnò, assieme ad altri Ospitalieri, il maresciallo Boucicaut, allora governatore di Genova, in una spedizione contro i mamelucchi egiziani nel levante. Il corpo d'armata francese sbarcò a Tripoli. Avvisati dai veneziani, che commerciavano con i turchi, i mamelucchi si organizzarono. L'armata, composta da 15 000 uomini, attaccò Tripoli, Sidone e Beirut, che cadde nelle mani dei cristiani. Il 27 ottobre 1403, Ospitalieri e mamelucchi siglarono un trattato di pace, il quale verrà rotto nel 1440 sotto il magistero di Jean de Lastic.

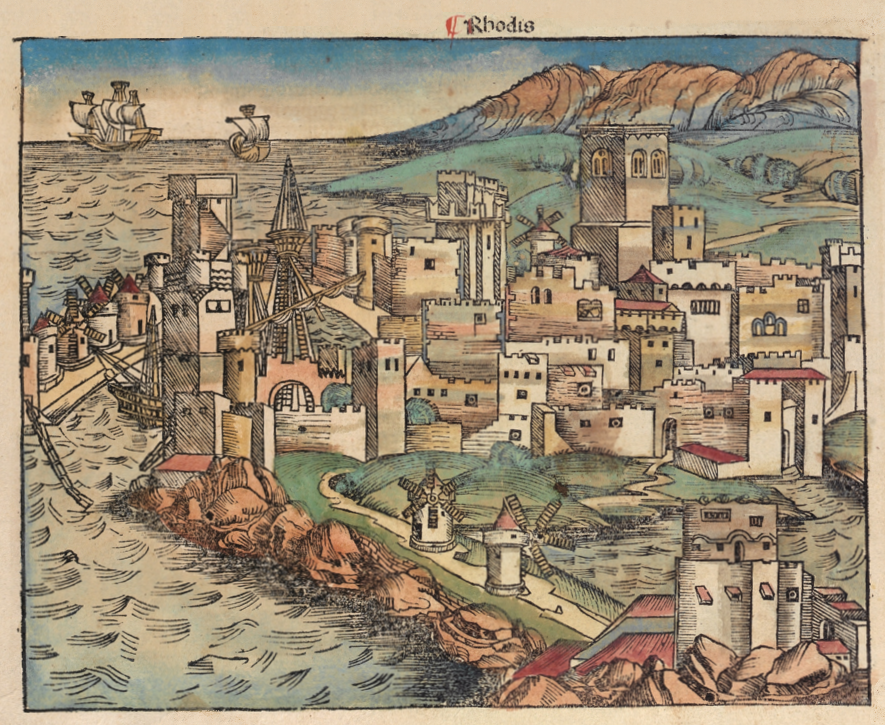
Rodi verso il 1490. Stampa raffigurante il porto con la torre di Naillac fiancheggiata da quattro torrette

Tra le fortificazioni che Naillac apportò a Rodi, nel porto, si ricorda una torre a suo nome, che venne poi distrutta da un terremoto nel 1863 e non venne mai più ricostruita. La costruzione era fiancheggiata da quattro torrette.

## La diplomazia
Nel febbraio del 1409 Naillac lasciò Rodi per l'Europa, dal momento che l'Ordine si trovava in aperti negoziati tra Roma ed Avignone. Fu ad Aix-en-Provence che si riunì il capitolo generale dell'Ordine, il 19 aprile 1410. I problemi essenziali discussi erano relativi alla regola, alla disciplina e alle finanze e per questo che i contrasti con la Santa Sede presero il nome di "grande scisma d'Occidente", dal momento che coinvolse gran parte dei governi europei. Naillac pretese che il Papa non interferisse negli affari dell'ordine e che al Gran Maestro spettasse il ruolo di nominare comandanti e priori.
Per sostenere la sua causa, egli viaggiò nelle corti d'Europa alla ricerca di appoggi. Egli colse quindi l'occasione per visitare la maggior parte delle commende dell'ordine in Europa, evento eccezionale e probabilmente unico per un Gran Maestro. Il suo lungo soggiorno, ad ogni modo, non lo distolse dal governo di Rodi, dove mandava continuamente una fitta corrispondenza con ordini e spunti.
Il 9 luglio 1420, ritornò a Rodi, dove morì l'anno seguente.